# Minab (fleuve)
Ne pas confondre avec la ville de Minab.
Le Minab est un fleuve d'Iran, formé par deux petites rivières, la Roudan et Joqeen. Ces deux rivières se joignent près du village de Borjegan, à 25 km au sud-est de la ville de Minab et le fleuve se jette dans le détroit d'Ormuz à Sirik. Son embouchure est le lieu d'un écosystème de mangrove florissant.

## Source
Wikipedia anglais